# Ilisia parchomenkoi
Ilisia parchomenkoi är en tvåvingeart som beskrevs av Evgenyi Nikolayevich Savchenko 1974. Ilisia parchomenkoi ingår i släktet Ilisia och familjen småharkrankar. Inga underarter finns listade i Catalogue of Life.